# Gravelbourg
Gravelbourg è un comune del Canada, situato nella provincia del Saskatchewan, nella divisione No. 3.